# Gina Schwarz
Pour les articles homonymes, voir Schwarz.
Gina Schwarz, née le 2 novembre 1968 à Hollabrunn, est une instrumentiste et compositrice de jazz autrichienne. Elle joue de la contrebasse, de la guitare basse et de l'accordéon.

## Biographie
Gina Schwarz suit des cours de basse, section jazz au Conservatoire de Vienne. Ensuite, elle étudie la basse à l'Université de musique et des arts du spectacle de Vienne, où elle obtient un Magister Artium. À partir de 2002, elle étudie au Berklee College of Music de Boston. Au cours d'un voyage d'étude à New York, elle approfondit ses connaissances instrumentales avec les musiciens Cecil McBee, Ron McClure, Buster Williams et Dennis Irwin.
Depuis 1992, elle joue dans divers groupes tels que le Yta Moreno Quartet, Wiener Salsa, les Groovehunters, Marianne Mendt, Harri Stojka, Willi Resetarits, Richard Oesterreicher, Zipflo Weinrich et le Robert Bachner Bigband. Elle est sollicitée pour des enregistrements en studios : Global Glue (Eardance, 2005), le Robert Bachner Big Band (Moments of Noise 2006, Spotlight on Ella Fitzgerald 2007, Live in Vienna 2009), George Garzone (In the Zone 2007), Muriel Grossmann (Natural Time 2016, Momentum 2017, Golden Rule 2018, Reverence 2019), Heinrich von Kalnein (Möbius Strip 2020)  ou le sextet de contrebasse Bass Instinct (Illusionista 2008, Butterfly 2010, Homebass 2016). En 2001, elle participe à la musique de scène de la pièce Damen der Gesellschaft au Burgtheater de Vienne.
Depuis 2005, elle dirige son quintette SchwarzMarkt. En 2006, elle sort un premier album sous son propre nom. Elle interprète ses propres compositions. En 2012, elle fonde son groupe Jazzista avec Bastian Stein, Bernhard Wiesinger, Robert Bachner, Heimo Trixner, Philipp Jagschitz et Harry Tanschek ainsi que la bandonéonne Ingrid Eder. Dans le groupe Airbass, dirigé par Richard Oesterreicher, elle joue avec Herbert Otahal, Clemens Salesny, Woody Schabata, Harry Tanschek et Primus Sitter. Elle dirige le projet Playground4 avec Esther Bächlin, Stephanie Wagner et Ingrid Oberkanins. Elle joue également en trio avec Gérard Guse et Ramón López. En 2017 et 2018, elle fait venir des musiciens comme Marilyn Mazur, Ingrid Jensen, Sylvie Courvoisier, Karin Hammar, Camila Meza, Angelika Niescier et Julia Hülsmann à Vienne dans le cadre de son projet Pannonica.
Gina Schwarz est enseignante à l'Institut de musique populaire de l'Université de musique et des arts du spectacle de Vienne.

## Prix et récompenses
- Berklee Best Award
- lauréate du concours de composition MusicMaker, Mistelbach, 2002
- prix Hans Koller en tant que  « Side (wo) man of the year », 2007.

## Discographies
- SchwarzMarkt (2006) [4]
- Dans la zone exploit. George Garzone In the Zone (ATS Records 2007, avec Philippine Duchateau, Klemens Marktl )
- Gina Schwarz / Richard Oesterreicher Airbass (ATS Records 2008) [5]
- Jazzista ( Unité Records 2013) [6]
- Unité Gina Schwarz. exploit. Jim Black Woodclock (Cracked Anegg 2016) [7]
- Pannonica (Cracked Anegg 2020, avec Lorenz Raab, Lisa Hofmaninger, Alois Eberl, Florian Sighartner, Clemens Sainitzer, Philipp Nykrin, Primus Sitter, Judith Schwarz )
- Kalnein / Schwarz / López : Une nuit à Vienne (Natango 2021)